# Саличівка
Селичівка — пасажирська зупинна залізнична платформа Київської дирекції Південно-Західної залізниці, що знаходиться на лінії Дарниця — Гребінка. Розташована між платформою Новотроянда (відстань 5 км) та станцією Баришівка (відстань 3 км). Відстань до ст. Київ-Пас — 60 км.
Знаходиться поблизу села Селичівка.
Виникла 1958 року. Лінію електрифіковано в 1972 році.